# Сухая Умирка
Сухая Умирка — река в России, протекает в Оренбургской области.

## География и гидрология
Сухая Умирка — правобережный приток реки Умирка, её устье находится в 20 километрах от устья Умирки. Длина реки — 10 километров. Площадь водосборного бассейна — 49,7 км².

## Данные водного реестра
По данным государственного водного реестра России относится к Нижневолжскому бассейновому округу, водохозяйственный участок реки — Большой Кинель от истока и до устья, без реки Кутулук от истока до Кутулукского гидроузла. Речной бассейн реки — Волга от верхнего Куйбышевского водохранилища до впадения в Каспий.
Код объекта в государственном водном реестре — 11010000812112100007718.